# 동남아시아 축구 연맹 선수권 대회
동남아시아 축구 연맹 선수권 대회 혹은 아세안 챔피언십(ASEAN Football Federation Championship, ASEAN Championship)은 동남아시아 축구 연맹(AFF)이 2년마다 주최하는 동남아시아 국가들의 축구 대회로 1996년에 창설된 이후 2년마다 열리며 동남아시아의 월드컵으로 불리기도 한다.

## 역사
1996년 싱가포르의 맥주 제조 회사인 타이거 맥주가 대회 스폰서를 맡았기 때문에 타이거컵(Tiger Cup)이라는 명칭으로 부르기도 했으며 2007년 대회 명칭이 현재의 동남아시아 축구 연맹 선수권 대회 (ASEAN Football Federation Championship, AFF Championship)로 변경되었다. 
그리고 2008년부터 2020년까지 일본의 자동차 회사인 스즈키가 대회 스폰서를 맡으면서 AFF 스즈키컵(AFF Suzuki Cup)이라고 불렸지만 2022년 대회부터 2024년 대회까지는 일본의 전자 기업인 미쓰비시 전기가 대회 메인 스폰서로 나서면서 AFF 미쓰비시전기컵(AFF Mitsubishi Electric Cup)으로 불렸다.
그러다가 2026년 대회부터는 대한민국 대표 자동차 기업인 현대자동차가 이 대회 메인 스폰서로 나서면서 2028년 대회까지는 아세안 현대컵(ASEAN Hyundai Cup)으로 불릴 예정이다.

## 역대 대회 결과
| 연도/회차         | 개최국              | 우승       | 점수              | 준우승     | 3위                              | 점수                             | 4위                              |
| ----------------- | ------------------- | ---------- | ----------------- | ---------- | -------------------------------- | -------------------------------- | -------------------------------- |
| 1996년 (제1회)    | 싱가포르            | 태국       | 1 - 0             | 말레이시아 | 베트남                           | 3 - 2                            | 인도네시아                       |
| 1998년 (제2회)    | 베트남              | 싱가포르   | 1 - 0             | 베트남     | 인도네시아                       | 3 - 3 (PSO 5 - 4)                | 태국                             |
| 2000년 (제3회)    | 태국                | 태국       | 4 - 1             | 인도네시아 | 말레이시아                       | 3 - 0                            | 베트남                           |
| 2002년 (제4회)    | 싱가포르 인도네시아 | 태국       | 2 - 2 (PSO 4 - 2) | 인도네시아 | 베트남                           | 2 - 1                            | 말레이시아                       |
| 2004년 (제5회)#1  | 말레이시아 베트남   | 싱가포르   | 3 - 1 2 - 1       | 인도네시아 | 말레이시아                       | 2 - 1                            | 미얀마                           |
| 2007년 (제6회)#2  | 싱가포르 태국       | 싱가포르   | 2 - 1 1 - 1       | 태국       | 말레이시아 & 베트남 공동 3위     | 말레이시아 & 베트남 공동 3위     | 말레이시아 & 베트남 공동 3위     |
| 2008년 (제7회)    | 인도네시아 태국     | 베트남     | 2 - 1 1 - 1       | 태국       | 싱가포르 & 인도네시아 공동 3위   | 싱가포르 & 인도네시아 공동 3위   | 싱가포르 & 인도네시아 공동 3위   |
| 2010년 (제8회)#3  | 베트남 인도네시아   | 말레이시아 | 3 - 0 1 - 2       | 인도네시아 | 베트남 & 필리핀 공동 3위         | 베트남 & 필리핀 공동 3위         | 베트남 & 필리핀 공동 3위         |
| 2012년 (제9회)    | 말레이시아 태국     | 싱가포르   | 3 - 1 0 - 1       | 태국       | 말레이시아 & 필리핀 공동 3위     | 말레이시아 & 필리핀 공동 3위     | 말레이시아 & 필리핀 공동 3위     |
| 2014년 (제10회)   | 베트남 싱가포르     | 태국       | 2 - 0 2 - 3       | 말레이시아 | 베트남 & 필리핀 공동 3위         | 베트남 & 필리핀 공동 3위         | 베트남 & 필리핀 공동 3위         |
| 2016년 (제11회)   | 미얀마 필리핀       | 태국       | 1 - 2 2 - 0       | 인도네시아 | 미얀마 & 베트남 공동 3위         | 미얀마 & 베트남 공동 3위         | 미얀마 & 베트남 공동 3위         |
| 2018년 (제12회)#4 | 아세안              | 베트남     | 2 - 2 1 - 0       | 말레이시아 | 태국 & 필리핀 공동 3위           | 태국 & 필리핀 공동 3위           | 태국 & 필리핀 공동 3위           |
| 2020년 (제13회)#5 | 싱가포르            | 태국       | 4 - 0 2 - 2       | 인도네시아 | 베트남 & 싱가포르 공동 3위       | 베트남 & 싱가포르 공동 3위       | 베트남 & 싱가포르 공동 3위       |
| 2022년 (제14회)   | 아세안              | 태국       | 2 - 2 1 - 0       | 베트남     | 인도네시아 & 말레이시아 공동 3위 | 인도네시아 & 말레이시아 공동 3위 | 인도네시아 & 말레이시아 공동 3위 |
| 2024년 (제15회)   | 아세안              | 베트남     | 2 - 1 3 - 2       | 태국       | 싱가포르 & 필리핀 공동 3위       | 싱가포르 & 필리핀 공동 3위       | 싱가포르 & 필리핀 공동 3위       |

1. 2004년 대회부터 결선 토너먼트를 단판 승부 방식에서 홈 앤 어웨이 방식으로 변경하였다. 원정 다득점은 적용되지 않는다.
2. 2007년 대회부터 4강전에서 패배한 국가들을 대상으로 3위 결정전을 치르지 않는다. 이에 따라 4강전에서 패배한 국가들은 자동으로 공동 3위를 기록한다.
3. 2010년 대회부터 결선 토너먼트에 기존의 홈 앤 어웨이 방식과 더불어 원정 다득점이 적용된다.
4. 2018년 대회부터 별도의 개최국 선정 과정을 거치지 않고, 대회에 참가하는 아세안 축구 연맹의 모든 회원국에서 경기를 개최한다.
5. 2020년 대회는 원래 2020년 11월 23일부터 12월 31일까지 열릴 예정이었으나 코로나19 범유행의 여파로 인하여 2021년 12월 5일부터 2022년 1월 1일까지로 1년 정도 연기되었다.

## 국가별 참가 기록
| - 우승 - 준우승 - 3위 - 4위 | - 개최국 - † 초청국 - • 예선 탈락 |  |  |  |  |

| 대회국가   | 1996년 | 1998년 | 2000년 | 2002년 | 2004년 | 2007년 | 2008년 | 2010년 | 2012년 | 2014년 | 2016년 | 아세안 2018년 | 2020년 | 아세안 2022년 | 아세안 2024년 |
| ---------- | ------ | ------ | ------ | ------ | ------ | ------ | ------ | ------ | ------ | ------ | ------ | ------------- | ------ | ------------- | ------------- |
| 동티모르   | ×      | ×      | ×      | ×      | 9위    | •      | •      | •      | •      | •      | •      | 10위          | 10위   | •             | 10위          |
| 라오스     | 7위†   | 7위    | 9위    | 8위    | 8위    | 8위    | 8위    | 8위    | 7위    | 8위    | •      | 9위           | 9위    | 9위           | 9위           |
| 말레이시아 | 준우승 | 6위    | 3위    | 4위    | 3위    | =3위   | 5위    | 우승   | =3위   | 준우승 | 5위    | 준우승        | 6위    | =3위          | 5위           |
| 미얀마     | 6위†   | 5위    | 6위    | 5위    | 4위    | 6위    | 6위    | 7위    | 8위    | 7위    | =3위   | 5위           | 8위    | 8위           | 8위           |
| 베트남     | 3위†   | 준우승 | 4위    | 3위    | 6위    | =3위   | 우승   | =3위   | 6위    | =3위   | =3위   | 우승          | =3위   | 준우승        | 우승          |
| 브루나이   | 8위    | •      | ×      | ×      | ×      | •      | •      | ×      | •      | •      | •      | •             | ×      | 10위          | •             |
| 싱가포르   | 5위    | 우승   | 5위    | 6위    | 우승   | 우승   | =3위   | 5위    | 우승   | 6위    | 7위    | 6위           | =3위   | 5위           | =3위          |
| 인도네시아 | 4위    | 3위    | 준우승 | 준우승 | 준우승 | 5위    | =3위   | 준우승 | 5위    | 5위    | 준우승 | 7위           | 준우승 | =3위          | 7위           |
| 캄보디아   | 9위†   | •      | 7위    | 7위    | 10위   | •      | 7위    | •      | •      | •      | 8위    | 8위           | 7위    | 6위           | 6위           |
| 필리핀     | 10위   | 8위    | 8위    | 9위    | 7위    | 7위    | •      | =3위   | =3위   | =3위   | 6위    | =3위          | 5위    | 7위           | =3위          |
| 태국       | 우승   | 4위    | 우승   | 우승   | 5위    | 준우승 | 준우승 | 6위    | 준우승 | 우승   | 우승   | =3위          | 우승   | 우승          | 준우승        |

## 국가별 통산 성적

### 4강 기록
| 국가       | 4강 기록 | 4강 기록                                  |
| ---------- | -------- | ----------------------------------------- |
| 태국       | 우승     | 7회 — 1996･2000･2002･2014･2016･2021·2022  |
| 태국       | 준우승   | 4회 — 2007･2008･2012･2024                 |
| 태국       | 3위      | 1회 — 2018                                |
| 태국       | 4위      | 1회 — 1998                                |
|            |          |                                           |
| 싱가포르   | 우승     | 4회 — 1998･2004･2007･2012                 |
| 싱가포르   | 준우승   |                                           |
| 싱가포르   | 3위      | 3회 — 2008 ･2021･2024                     |
| 싱가포르   | 4위      |                                           |
|            |          |                                           |
| 베트남     | 우승     | 3회 — 2008･2018･2024                      |
| 베트남     | 준우승   | 2회 — 1998･2022                           |
| 베트남     | 3위      | 7회 — 1996･2002･2007･2010･2014･2016 ･2021 |
| 베트남     | 4위      | 1회 — 2000                                |
|            |          |                                           |
| 말레이시아 | 우승     | 1회 — 2010                                |
| 말레이시아 | 준우승   | 3회 — 1996･2014･2018                      |
| 말레이시아 | 3위      | 5회 — 2000･2004･2007･2012･2022            |
| 말레이시아 | 4위      | 1회 — 2002                                |
|            |          |                                           |
| 인도네시아 | 우승     |                                           |
| 인도네시아 | 준우승   | 6회 — 2000･2002･2004･2010･2016 ･2021      |
| 인도네시아 | 3위      | 2회 — 2008･2022                           |
| 인도네시아 | 4위      | 1회 — 1996                                |
|            |          |                                           |
| 필리핀     | 우승     |                                           |
| 필리핀     | 준우승   |                                           |
| 필리핀     | 3위      | 5회 — 2010･2012･2014･2018･2024            |
| 필리핀     | 4위      |                                           |
|            |          |                                           |
| 미얀마     | 우승     |                                           |
| 미얀마     | 준우승   |                                           |
| 미얀마     | 3위      | 1회 — 2016                                |
| 미얀마     | 4위      | 1회 — 2004                                |

### 본선 대회
아세안 선수권에서의 국가별 통산 성적은 다음과 같다.
- 순위 기준: 승점 > 진출 횟수 > 최고 성적 > 골득실 > 다득점 > 승자승.
- 2024년 동남아시아 축구 연맹 선수권 대회까지의 결과를 포함한다.

| 순위 | 국가       | 진출 횟수 | 경기 | 승 | 무 | 패 | 득점 | 실점 | 득실차 | 승점 | 최고 성적        |
| ---- | ---------- | --------- | ---- | -- | -- | -- | ---- | ---- | ------ | ---- | ---------------- |
| 1    | 태국       | 15회      | 93   | 59 | 20 | 14 | 211  | 105  | +106   | 197  | 우승 (7회)       |
| 2    | 베트남     | 15회      | 86   | 47 | 23 | 16 | 179  | 81   | +98    | 164  | 우승 (3회)       |
| 3    | 인도네시아 | 15회      | 80   | 39 | 18 | 23 | 193  | 134  | +59    | 135  | 준우승 (6회)     |
| 4    | 싱가포르   | 15회      | 72   | 35 | 17 | 20 | 126  | 78   | +48    | 122  | 우승 (4회)       |
| 5    | 말레이시아 | 15회      | 79   | 35 | 17 | 27 | 136  | 93   | +43    | 122  | 우승 (1회)       |
| 6    | 미얀마     | 15회      | 54   | 16 | 9  | 29 | 66   | 119  | -53    | 57   | 4위 (2회)        |
| 7    | 필리핀     | 14회      | 54   | 13 | 7  | 34 | 62   | 67   | -5     | 46   | 3위 (5회)        |
| 8    | 캄보디아   | 10회      | 38   | 7  | 1  | 30 | 46   | 118  | -72    | 22   | 조별 리그 (10회) |
| 9    | 라오스     | 14회      | 49   | 2  | 8  | 39 | 39   | 181  | -142   | 14   | 조별 리그 (14회) |
| 10   | 브루나이   | 2회       | 8    | 1  | 0  | 7  | 3    | 37   | -34    | 3    | 조별 리그 (2회)  |
| 11   | 동티모르   | 4회       | 16   | 0  | 0  | 16 | 9    | 68   | -59    | 0    | 조별 리그 (4회)  |

## 기록 및 통계

### 역대 최다 득점자
2024년 결승  기준
| 순위 | 선수                     | 득점 |
| ---- | ------------------------ | ---- |
| 1    | 티라신 댕다              | 25   |
| 2    | 노알람샤                 | 17   |
| 3    | 워라웃 스리마카          | 15   |
| 3    | 레꽁빈                   | 15   |
| 5    | 레후인득                 | 14   |
| 6    | 아디삭 크라이소른        | 13   |
| 6    | 쿠르니아완 드위 율리안토 | 13   |
| 8    | 밤방 파뭉카스            | 12   |
| 8    | 끼앗띠삭 세나므앙        | 12   |
| 8    | 응우옌띠엔린             | 12   |

1. 굵은 글씨는 현재 국가대표팀에서 활동하고 있는 선수임

### 최다 우승
- 태국 – 7 (1996･2000･2002･2014･2016･2021·2022)

### 연속 우승
- 태국 – 3 (2000-2002, 2014-2016, 2020-2022)
- 싱가포르 – 1 (2004-2007)

### 최다 득실차 승리
- 인도네시아 13–1  필리핀 (2002년 12월 23일 - 자카르타, 겔로라 붕 카르노 스타디움)

### 최다 우승 감독
- 라도이코 아브라모비치 – 3 ( 싱가포르, 2004, 2007, 2012)

### 최다 우승 선수
- 사랏 유옌 – 4 ( 태국, 2014, 2016, 2020, 2022)

### 단일 토너먼트 최다 득점
- 노알람샤 – 10 ( 싱가포르, 2007)

### 한 경기 최다 득점
- 노알람샤 – 7 ( 싱가포르 vs  라오스, 2007)

### 최다 대회 득점
- 티라신 댕다 – 4 ( 태국, 2008, 2012, 2016, 2020)

### 첫 해트트릭
- K. 산바가라만 – 53분 ( 말레이시아 vs  필리핀 - 1996년 9월 4일)

### 최단 시간 해트트릭
- 사라윳 차이캄디 – 4분 ( 태국 vs  동티모르 - 2004년 12월 12일)

### 최연소 선수
- 제니비우 – 16세 7개월 13일 ( 동티모르 vs  태국 - 2021년 12월 5일)

### 최연소 득점
- 마르셀리노 페르디난 – 18세 3개월 24일 ( 인도네시아 vs  필리핀 - 2021년 1월 2일)

### 최고령 득점
- 알렉산다르 주리치 – 42세 3개월 7일 ( 싱가포르 vs  말레이시아 - 2012년 12월 25일)

### 기타 통계
- 인도네시아 (2004), 태국 (2008), 베트남 (2000, 2018, 2020, 2022)은 해당 연도 대회의 조별 리그에서 한 골도 실점하지 않은 국가이다.
- 2002년 대회는 현재까지 유일하게 결승전에서 승부차기가 진행된 대회이다.

## 같이 보기
아시아의 5대 지역 축구 선수권 대회
- 남아시아 축구 연맹(SAFF): 남아시아 축구 연맹 선수권 대회 / 남아시아 축구 연맹 여자 선수권 대회
- 동아시아 축구 연맹(EAFF): EAFF E-1 풋볼 챔피언십 / EAFF E-1 풋볼 챔피언십 (여자부)
- 서아시아 축구 연맹(WAFF): 서아시아 축구 연맹 선수권 대회 / 서아시아 축구 연맹 여자 선수권 대회
- 동남아시아 축구 연맹(AFF): 동남아시아 축구 연맹 선수권 대회 / 동남아시아 축구 연맹 여자 선수권 대회
- 중앙아시아 축구 연맹(CAFA): 중앙아시아 축구 연맹 선수권 대회 / 중앙아시아 축구 연맹 여자 선수권 대회